# Lar (Iran)
Lar (persisch لار, DMG Lār; auch: Shahr-e Qadīm-e Lār, persisch شهر قدیم لار) ist eine Stadt mit knapp 70.000 Einwohnern. Sie ist das Verwaltungszentrum des Verwaltungsbezirks (šahrestān) Larestan in der iranischen Provinz Fars.

## Persönlichkeiten
- Mohammad Ebrahim Ardjomandi (1932–2023), iranisch-deutscher Psychoanalytiker, Gruppenanalytiker und Facharzt
- R. Etemadi (1934–2023), Schriftsteller und Journalist, dessen Werke zwischen 1980 und 1998 illegal in Iran vervielfältigt wurden

## Belege
1. ↑  https://www.amar.org.ir/english
2. ↑  Shahr e Qadim e Lar bei geonames.org.